# 多い勝ち
多い勝ち（おおいがち）は、じゃんけんから派生した、多数決の原理で3人以上の人間で勝ち負けを決める手段の一つ。多いもん逃れとも。
道具が必要とせず大人数でも効率的に勝ちを決められるため、大人数から少数を選ぶ際などに使用される。参加者全員が事前の相談を行っていない前提ならば、完全な偶然性があり公平感が高い。
「グー」「パー｣「チョキ」については、じゃんけんを参照のこと。

## ルール
多い勝ちは3人以上の参加者によって行う。参加者は向き合い（或は円系になり）、片腕を体の前に出す。参加者全員で呼吸を合わせ、「おおいがち」などのかけ声とともに、「グー」、「チョキ」、「パー」の手のいずれかを出す。参加者が出した手の合計数を数え、最も多かった手を出した参加者が勝者となる。二つの手が同数で一つの手のみが少なかった場合、少なかった手の参加者のみが負けとなる。結果が出た後は、例えばパーが多かった場合「パーの勝ち！」などの掛け声の後、「パーなし～」と勝ったものを抜きにしたうえで最初の掛け声を繰り返すことが多い。このときに抜きにした手を出した者は反則とみなされ負けとなる。全ての手が同数で「あいこ」となった場合は、再度かけ声と共に手を出しなおし、いずれかが少なくなるまで続ける。

## 少ない勝ち
多い勝ちの亜種。少ない手を出した者が勝ちとなる。
相談することによって有利になるという多い勝ちの欠点をなくし、かつ勝者が早く決まるという利点がある。

## 掛け声
- 多い勝ち（関東）
- 多い勝ちホイ
- 多いもん勝ち
- 多いもん勝ちホイ
- 多いもんジャン
- 多いもん逃れ
- 多い勝ちジャンケン…
- 多い者勝ちジャンケン…
- 多いもん勝ちしゅうけんほい（関西）
- おーいもんがーちでいんじゃんほい（関西）
- おーいもんがっちでほーいのほい（関西）
- おーいもんがっちでほーほーほ（関西）
- おーいもんがっちんがっちんほい（関西？）
- おーいもんがかーちーよ（中京）
- おーいがかちよ（名古屋）
- おおぜいそろいのかーちっ！（中部？）「大勢そろい」などの通称で呼ばれる。

少ない勝ちの場合は、多い（おーい）を少ないにする
•揃いのかーちっ！（岐阜東濃）

## 事前の相談
多い勝ちは多数決の原理により勝者が決まるので、事前に一部参加者と出す手の相談を行っていれば勝率がアップし、人数によっては必勝と成りうる場合もある。裏切り、嵌められる場合もある。
また、一部地域（東京・大阪など）では最初に「パー」を出すとの暗黙の了解が存在するため、「パー」を出せば勝率が高まる。しかしこれを知るものが少なければ勝てるとは限らず、全員知っていればパーのみの同数となり「あいこ」となってしまう。